# Brestelnic, Caraș-Severin
Brestelnic este un sat în comuna Sichevița din județul Caraș-Severin, Banat, România.